# Aldo Trionfo
Aldo Trionfo (Genova, 5 febbraio 1921 – Genova, 6 febbraio 1989) è stato un regista teatrale e attore teatrale italiano.

## Biografia
Componente di una ricca famiglia della borghesia ebraica genovese, con Luchino Visconti, Giorgio Strehler, Luca Ronconi e Giancarlo Cobelli, è considerato uno dei massimi registi del teatro italiano del '900.
Nel biennio 1958-1959 partecipò al caffè/teatro La Borsa di Arlecchino di Genova, dove artisti come Emanuele Luzzati e Paolo Poli iniziarono la loro carriera e dove si mettevano in scena autori fino ad allora difficilmente rappresentati in Italia come Eugène Ionesco, Jean Tardieu, René de Obaldia, Samuel Beckett, Arthur Adamov e Jean Genet.
Le prime importanti regie di Trionfo risalgono al 1963: Storia di Vasco di Georges Schehadé e Dialoghi con Leucò (1964) per il Teatro Stabile di Trieste, Tamburi nella notte di Bertolt Brecht per il Teatro Stabile di Bologna.
Dal 1972 al 1976 diresse il Teatro Stabile di Torino, dove consolidò il sodalizio con Luzzati e influenzò molti gruppi avanguardistici nati in quegli anni.
Nel 1975 con Tonino Conte e Luzzati fonda a Genova la compagnia del Teatro della Tosse dove realizza molti memorabili spettacoli.
Tra i tanti suoi altri allestimenti: Tito Andronico e Re Giovanni di Shakespeare, Faust-Marlowe-Burlesque (con Carmelo Bene e Franco Branciaroli), Peer Gynt e Il piccolo Eyolf di Henrik Ibsen, Elettra e Edipo a Colono di Sofocle, Le baccanti di Euripide, Il signor Puntila e il suo servo Matti di Bertolt Brecht, Vinzenz e l'amica degli uomini importanti di Robert Musil, Gesù di Carl Theodor Dreyer (con Franco Branciaroli) Candelaio di Giordano Bruno (con Sergio Castellitto, Aldo Puglisi, Emilio Bonucci, Giulio Scarpati, Luigi Pistillo, Osvaldo Ruggeri).
Dal 1980 al 1986 diresse l'Accademia Nazionale d'Arte Drammatica Silvio D'Amico.
Nel 1989 dirige il suo ultimo spettacolo Però peccato, era una gran puttana per il Teatro della Tosse con Antonella Elia e Sandro Palmieri. Lo stesso anno morì a Genova stroncato da un infarto.
Il Teatro di Sant'Agostino di Genova, gestito dalla compagnia della Tosse, dal 1993 ha una sala chiamata "Aldo Trionfo" in memoria del regista.
In ambito cinematografico collaborò alla sceneggiatura del film La signora senza camelie di Michelangelo Antonioni e fu aiuto regista di Giuseppe De Santis per Un marito per Anna Zaccheo e di Luchino Visconti per Senso.

## Premi e riconoscimenti
Premio Ubu - 1981/1982
Miglior regista per Candelaio di Giordano Bruno